# Léon Pierre Félix
Pour les articles homonymes, voir Félix.
Léon Pierre Félix né à Périgueux (Dordogne) le 17 août 1869 et mort dans la même ville le 5 janvier 1940 est un peintre français.

## Biographie
Léon Pierre Félix naît en 1869 à Périgueux (Dordogne), fils d'un ouvrier carrossier de la maison Dufour. Depuis ses 12 ans, il est atteint d'une claudication de plus en plus prononcée. En 1888, Léon Pierre Félix part pour Paris et étudie à l'École nationale supérieure des beaux-arts où il est successivement élève de Léon Bonnat, Jules-Charles Aviat, Fernand Cormon, Tony Robert-Fleury et William Bouguereau.
Il reçoit une médaille de 3e classe en 1898, une mention honorable à l'Exposition universelle de Paris en 1900, une médaille de 2e classe en 1903, et le prix Marie-Bashkirtseff en 1908. Nommé peintre officiel de la Marine en 1910, il décore le cuirassé Paris vers 1912. Il reçoit la croix de chevalier de la Légion d'honneur le 26 mai 1914,.
Il est d'abord professeur de dessin au collège d'Orange en 1915, puis au lycée de Nice entre 1916 et 1917. En juillet 1917, durant la Première Guerre mondiale, il est chargé d'une mission officielle pour l'Armée française d'Orient dont il rapporte de nombreux dessins représentant des tenues traditionnelles du Cambodge ou du Vietnam. En 1926, il est élu membre du jury de la Société des artistes français.
Portraitiste et peintre de genre, Léon Pierre Félix participe fréquemment aux Salons de Périgueux et de Paris durant l'entre-deux-guerres, où il reçoit deux prix d'honneur, en 1921 et 1936. En 1935, il obtient le prix Jean-Jacques-Henner. En 1937, il est diplômé d'honneur à l'Exposition internationale de Paris. Il meurt à Périgueux le 5 janvier 1940.

Œuvres de Léon Pierre Félix
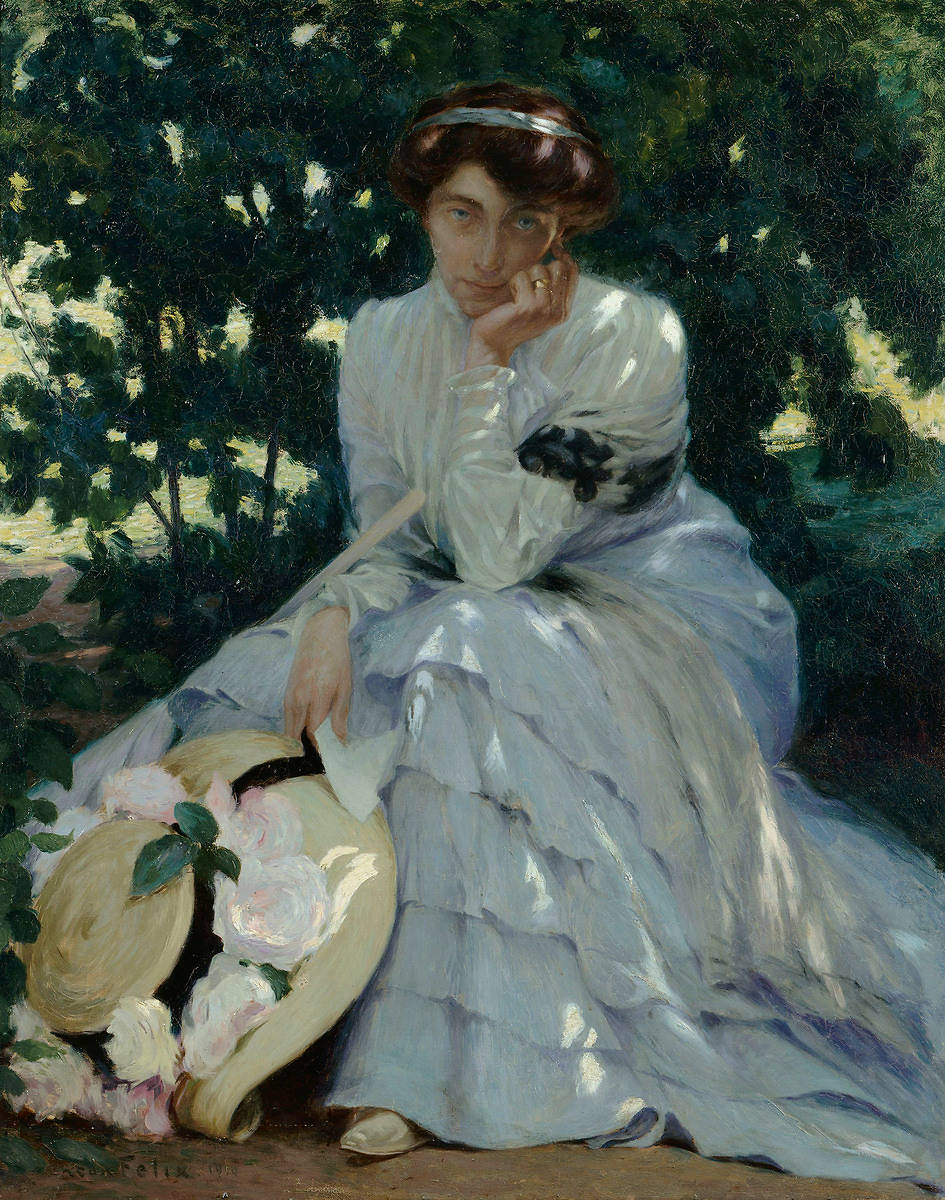
Mélancolie (1910), Bayonne, musée Bonnat-Helleu.
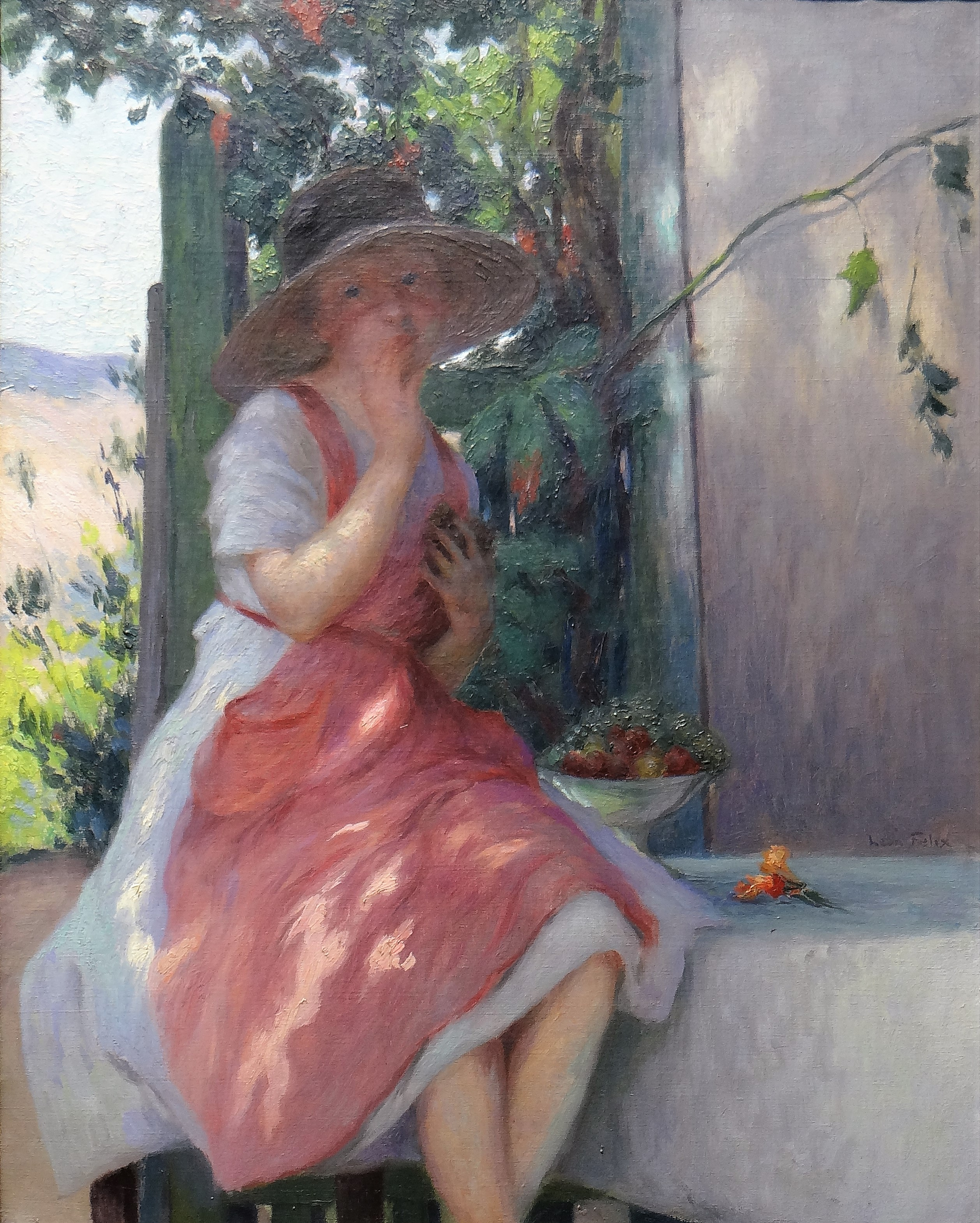
L'Enfant aux raisins, Périgueux, musée d'Art et d'Archéologie du Périgord.